# アメリカン・コッカー・スパニエル
アメリカン・コッカー・スパニエル（American Cocker Spaniel）は、犬の品種（犬種）の一つ。単にコッカー・スパニエルと呼ばれることも多い。

## 歴史
アメリカ合衆国内で発展したこの犬は、もともとイギリスから輸入されたスペインの猟犬であるスパニエルにはじまる。名前の「コッカー (cocker) 」は、もともとヤマシギ (woodcock) を狩っていたことに由来する。1620年、メイフラワー号で最初の移民とともにやって来た2頭の犬のうち、マズル（口吻）の短い1頭がコッカースパニエルだったと言われている。

## 性格
明るく楽しい性格。愛称 “陽気なコッカー（sunny cocker)”。
もともとが鳥猟犬だった名残か、活発で遊び好きである。主人にも忠実。また、食いしん坊と呼べるほど食べ物に大変敏感でもある。

## 飼育特性
子供や高齢者のいる家庭でも暮らせ、幅広い年齢層が飼育可能。ただしスポーツタイプで運動を好むので、散歩、ボール遊びなどの相手をしてやる体力が必要である。
手に負えない場合は、最寄りの訓練所などに数か月預け入れる方法がある。
絹のように細く肌触りの良い、美しい被毛が特徴。
長毛タイプのため伸び続ける被毛を定期的にトリミングする等、手入れは必須である。好みのスタイルにカットして楽しむこともできる。
足先は特に蒸れるために真菌の影響で赤く腫れる例が多く、爪周りの足先を普段からしっかりトリミングしておくようにすると予防になる。発症した場合は、スプレータイプの薬や錠剤で治療する。